# Cabo de Santa María (Terranova)
El cabo de Santa María, (del inglés: Cape St. Marys) está ubicado en el extremo sur de la península de Avalon, en la isla de Terranova, en el este de Canadá.

## Descripción
Conocido por los pescadores desde el siglo XVI, el cabo era llamado en idioma inglés Cape of Storms, literalmente cabo de las tormentas.
Las aguas de la bahía de Santa María siempre fueron ricas en recursos ictícolas.  Las frecuentes nieblas y tormentas de la región, tan visitada por los pescadores, fueron un factor determinante en naufragios en los alrededores del cabo. Para orientar a los navegantes, fue construido un faro, en la cima del cabo, que comenzó a funcionar en 1860.

## Flora y fauna
El cabo se encuentra incluido dentro de la reserva ecológica cabo de Santa María. Existen importantes colonias de alcatraz común (Morus bassanus).

## Imágenes

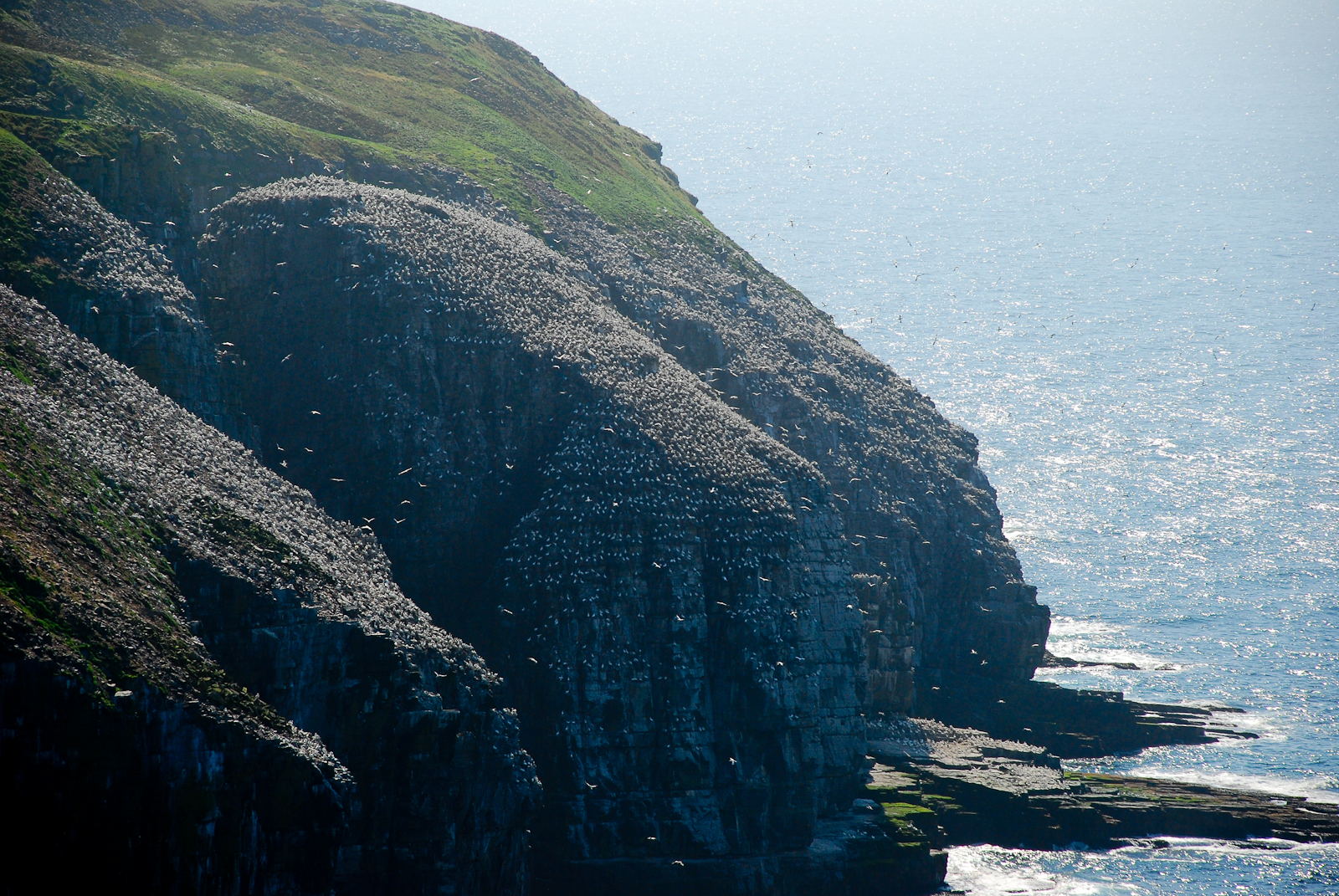
Vista del cabo.
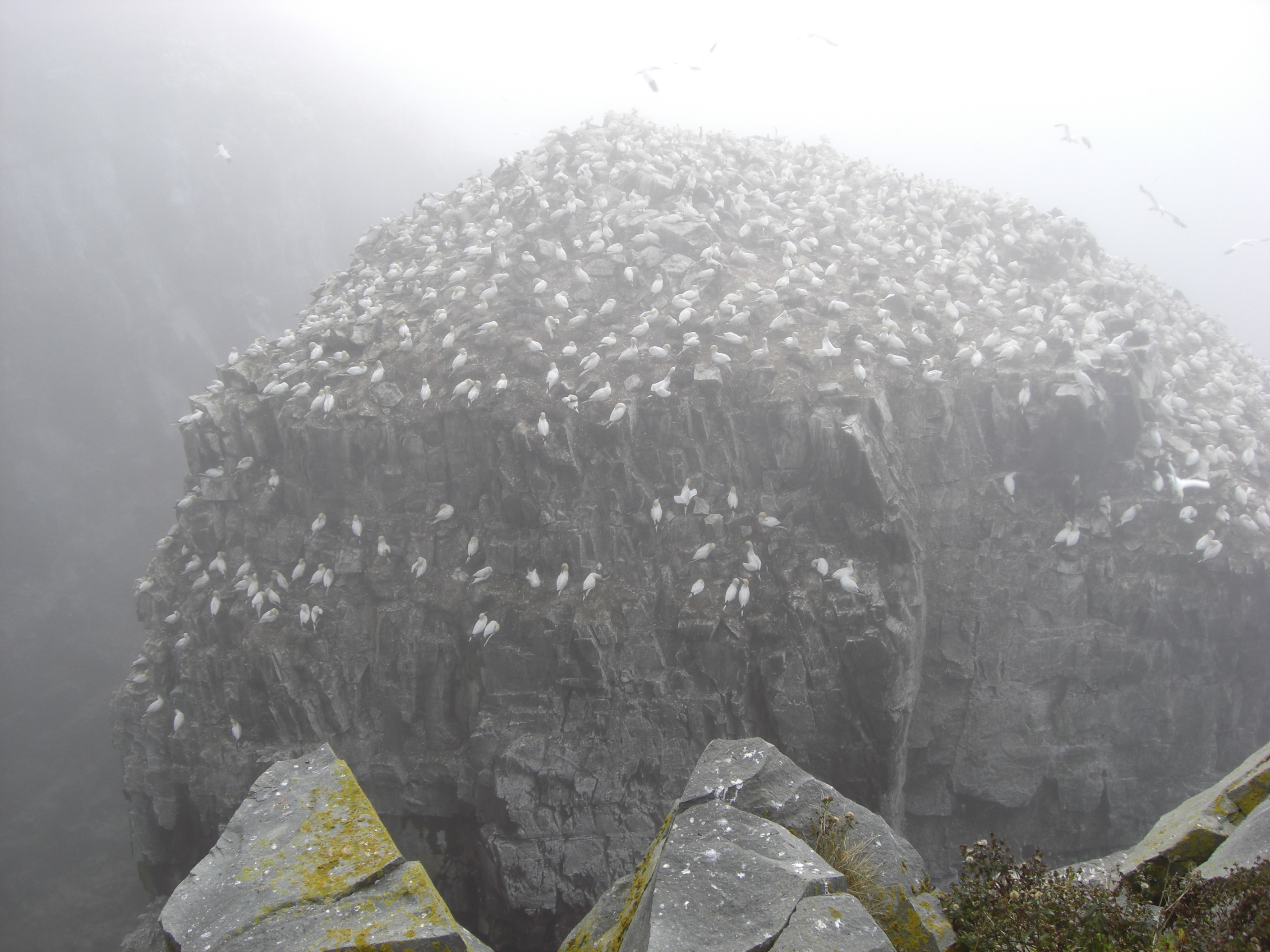
Colonia de Alcatraz común en el cabo.